# Пахачи
Па́хачи — село в Олюторском районе Камчатского края России. Образует сельское поселение «Село Пахачи». Расположено при впадении реки Пахача в Олюторский залив. В 1968 году получило статус посёлка городского типа, с 1994 года Пахачи — вновь село.

## История
Развитие посёлка было напрямую связано с градообразующим предприятием — Олюторским рыбоконсервным заводом, выпускавшим огромное количество рыбных консервов и пресервов. Неподалёку от посёлка располагается пограничная застава. Долгое время функционировал портпункт «Пахачи», производили продукцию местного значения колбасный цех, кондитерский цех, лимонадный цех, на фермах разводили большое количество крупного рогатого скота, птицу. Долгое время функционировал госпромхоз, занимавшийся сбором дикоросов, заготовкой рыбы, пушнины. Выше по реке Пахача находился пионерский лагерь, принимавший ребят со всего района.
В 80-е годы было развёрнуто широкое строительство, произведено благоустройство улиц (Морской, Центральной, Речной, Кооперативной, Косы), в черте посёлка были высажены ивы.
Взлётная полоса местного аэропорта способна принимать самолёты ЯК-40, на протяжении ряда лет осуществлялся прямой рейс до Петропавловска-Камчатского. Сейчас до краевого центра возможно добраться только с пересадкой в районном центре Тиличики, где приходится ночевать. До районного центра можно добраться вертолётом МИ-8. Также существует вертолётное сообщение с близлежащими сёлами — Средние Пахачи, Апука, Ачайваям. С этими же сёлами есть связь по зимнику.
С 1990-х, после прекращения существования рыбоконсервного завода произошёл массовый отток населения на «большую землю».
Население проживает в двухэтажных и одноэтажных домах. Самое высокое здание — четырёхэтажный дом, получивший неофициальное прозвище «Пентагон» — ныне заброшен и покинут жильцами.
Климат субарктический, достаточно суровый. Холодная малоснежная зима, несколько смягчается близостью океана. Прохладное сырое и ветреное лето.
Природа интересна и живописна. В пределах посёлка — тундра, поросшая кедровым стлаником, дающим много полезных и вкусных шишек. Много ягоды (шикша, брусника, голубика, княженика, морошка), грибов (маслята, сыроежки, подберёзовики, подосиновики). Выше по речке Пахача начинаются пойменные леса, сложенные в основном ивой и ольхой. Здесь встречается жимолость и красная смородина. Частые гости этих мест — медведи, особенно в период захода красной рыбы в реку на нерест.
Существует очаговое земледелие малотребовательных к теплу культур: население выращивает картофель, овощи (в теплицах), из ягодных кустарников — в основном чёрную смородину.
Неофициальный символ посёлка — сопка Дунькин Пуп, располагающаяся на другом берегу реки Пахача.

## Сельское поселение
Статус и границы сельского поселения установлены Законом Корякского автономного округа от 2 декабря 2004 года № 365-ОЗ «О наделении статусом и определении административных центров муниципальных образований Корякского автономного округа».

## Население
| 1970 | 1979  | 1989  | 2002 | 2010 | 2012 | 2013 |
| ---- | ----- | ----- | ---- | ---- | ---- | ---- |
| 1374 | ↗1809 | ↗2487 | ↘628 | ↘483 | ↘457 | ↘441 |
| 2014 | 2015  | 2016  | 2017 | 2018 | 2019 | 2020 |
| ↘435 | ↘410  | ↘388  | ↘366 | ↘360 | ↘339 | →339 |
| 2021 |       |       |      |      |      |      |
| ↘289 |       |       |      |      |      |      |

## Транспорт

### Авиасообщение[17]
Два раза в неделю выполняются рейсы по маршрутам Тиличики — Хаилино — Средние Пахачи — Пахачи — Апука — Ачайваям и Ачайваям — Апука — Пахачи — Средние Пахачи — Хаилино — Тиличики. Маршруты обслуживаются вертолётом ВС МИ-8. Стоимость проезда на 2025 год — 5300 рублей.

## Инфраструктура
Библиотека, дом культуры, центр занятости, средняя школа, детский сад, пункт полиции, почтовое отделение, продуктовый и хозяйственный магазины.

## Улицы
Полевая, Дачная, Морская, Речная, Центральная